# Rio della Fava

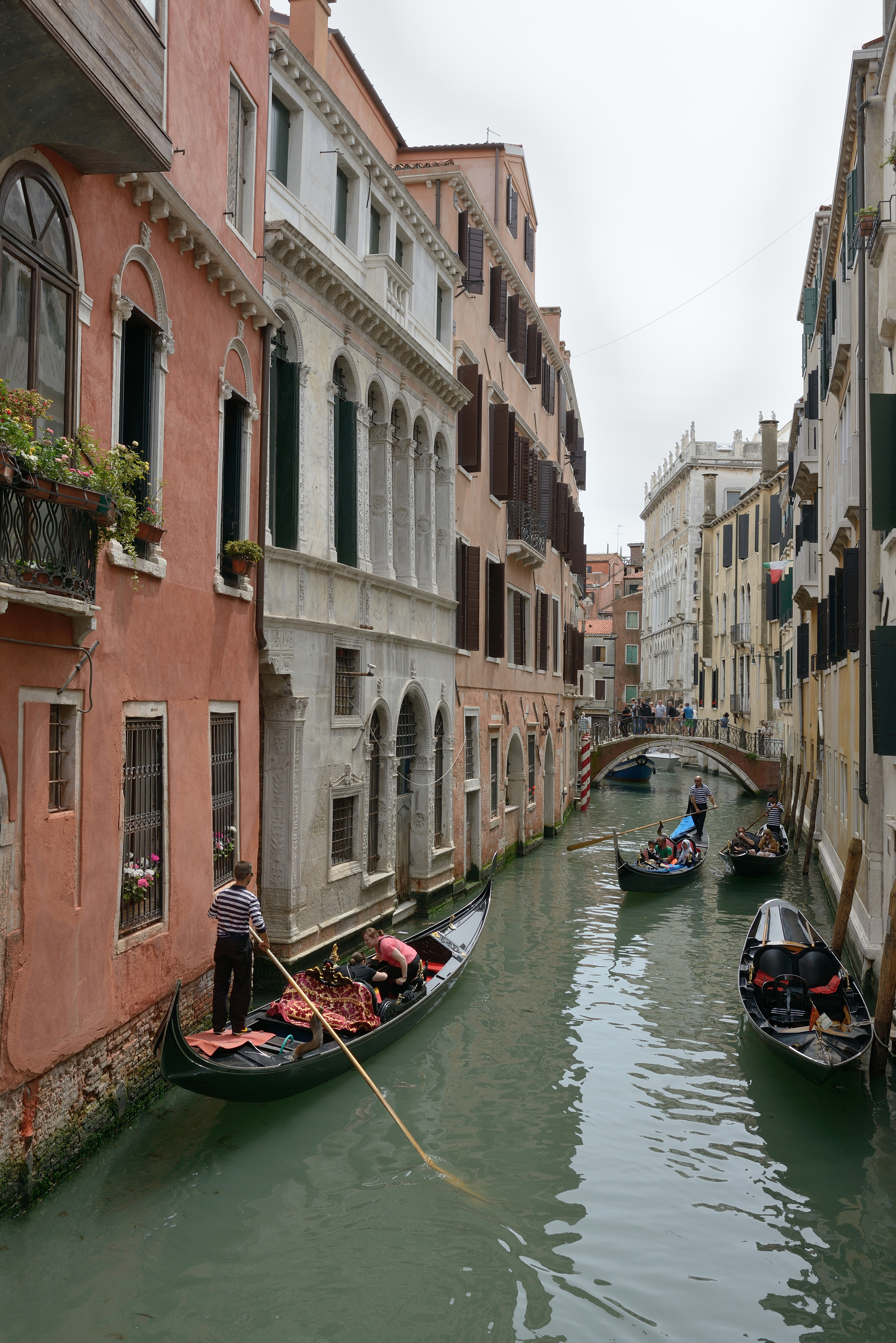
Rio della Fava.

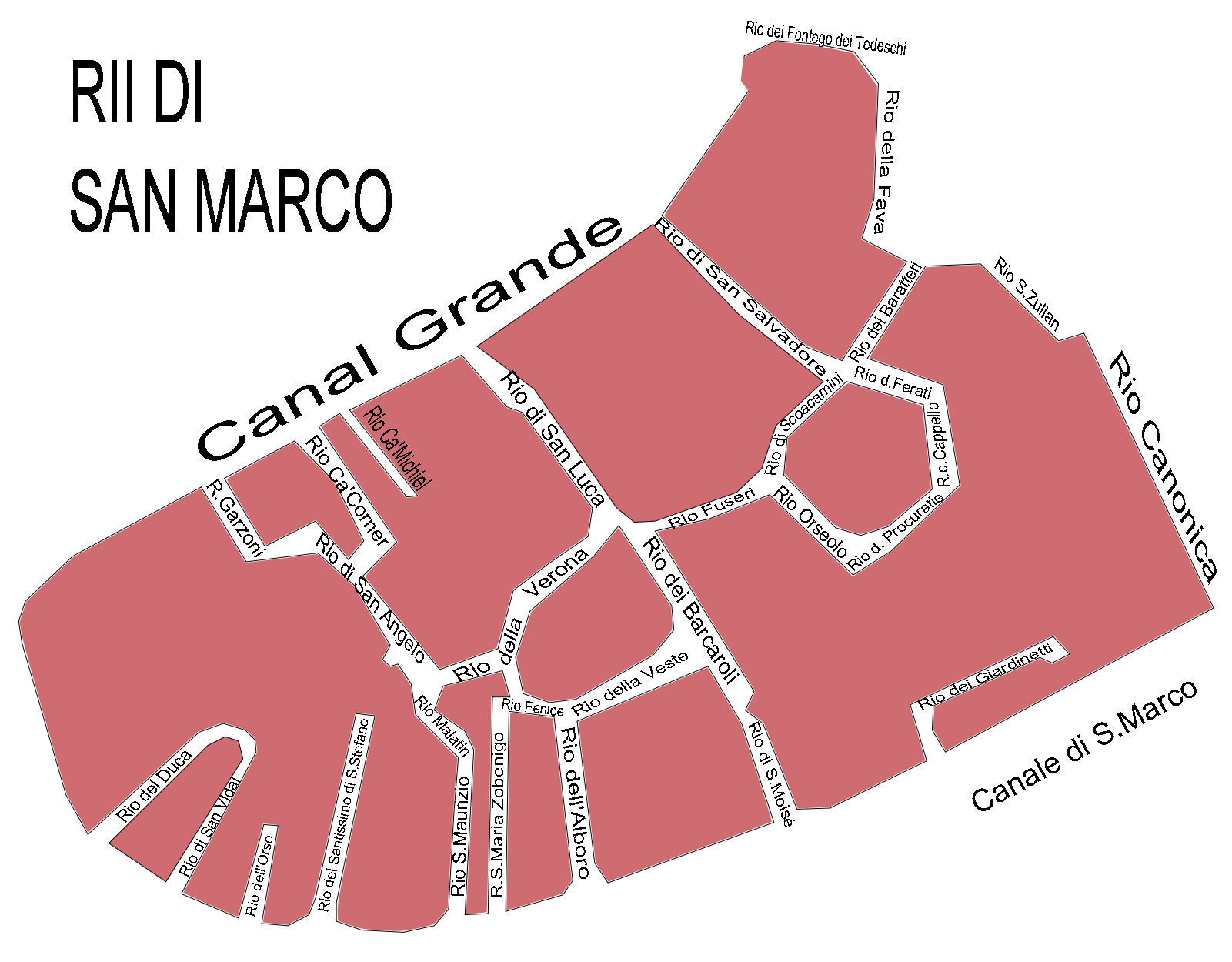
Harta canalelor din sestiere San Marco.

Rio della Fava (în venețiană Rio de la Fava; canalul fasolelor) este un canal din Veneția care formează granița între sestierele Castello și San Marco. 

## Descriere
Rio de la Fava are o lungime de aproximativ 180 de metri. El prelungește rio de San Zulian către nord pentru a fi prelungit la rândul său în rio de San Lio de la intersecția cu rio del Piombo și cu rio del Fontego dei Tedeschi.

## Origine
Numele Fava (fasole) provine:
- de la familia Fava din Ferrara, ce locuia în această parohie în secolul al XIV-lea sau
- de la un magazin de fasole, stabilit în apropierea podului omonim.

## Localizare
Pe malurile acestui canal se află:
- campo S.M. della Fava;
- Palatul Giustinian Faccanon (Ca' Faccanon).

## Poduri
Canalul este traversat de două poduri, de la sud la nord:

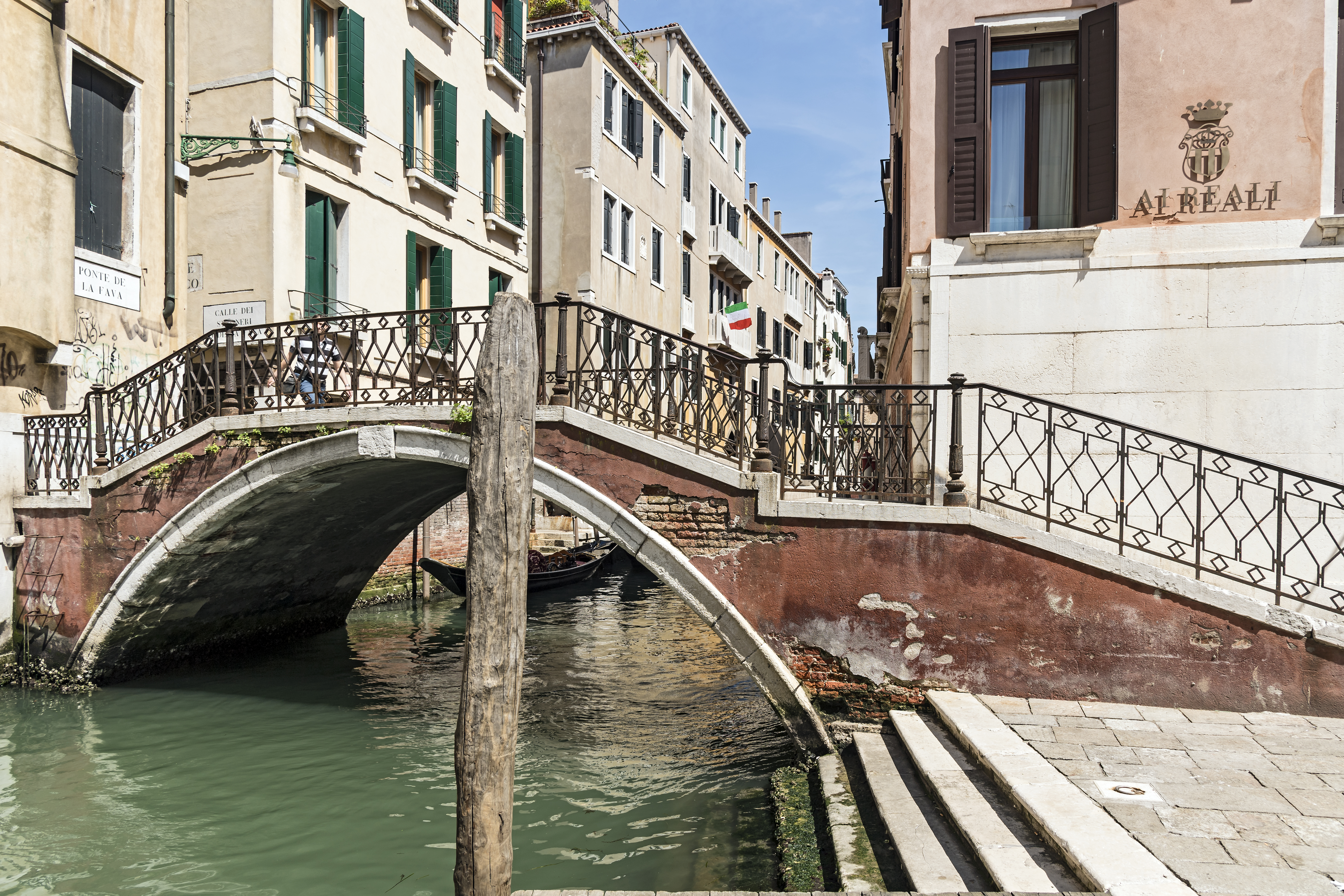
Ponte de la Fava care conectează campo-ul bisericii omonime şi Calle dei Stagneri
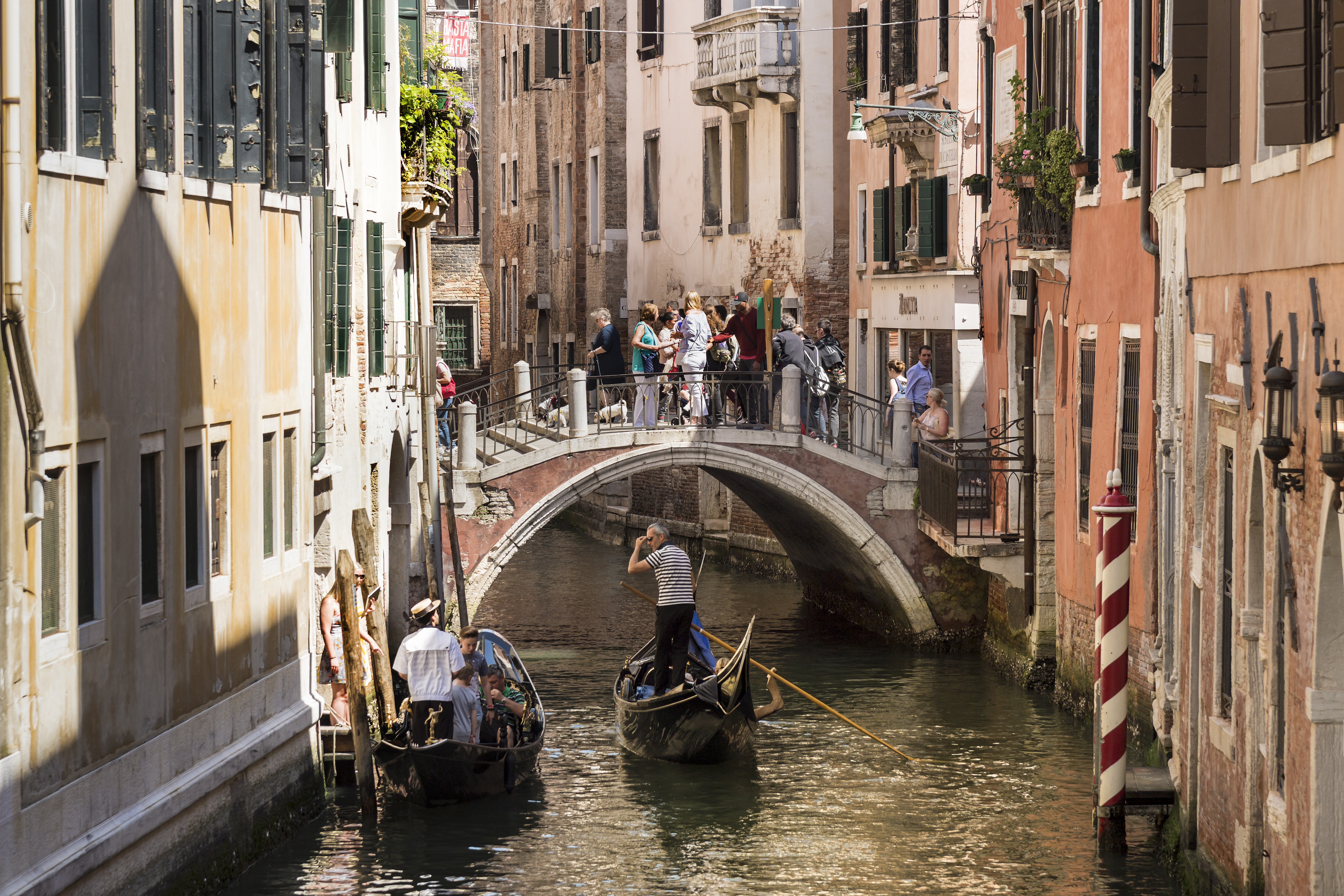
Ponte Sant'Antonio care conectează 'callea bisericii omonime şi Calle de la Bissa